# アイパー滝沢
アイパー滝沢（ - たきざわ、本名：滝沢 敦史（たきざわ あつし）、1974年9月18日 - ）は日本のお笑い芸人。
埼玉県児玉郡美里町出身。日高市育ち。吉本興業東京本社（東京吉本）所属。東京NSC9期生。血液型B型、埼玉県立児玉農工高等学校（現・埼玉県立児玉白楊高等学校）中退。

## 経歴
当初は大阪NSCを受験しようとしたが、借金があり引っ越し代が払えなかったため、東京NSCに入学。
2005年から2017年までは望月リョーマ（望月遼馬）と共にお笑いコンビ「えんにち」として活動をしていた。
2021年6月、元トンファーのりゅーじと新コンビ「チャッピー。」を結成。その際にNSC入学当時から5歳サバ読みしていたことを告白した。
2023年9月20日のアイパーのブログで同年9月24日のお笑いライブをもって、「チャッピー。」の解散を発表した。

## 芸風
童謡唱歌・子供向けアニメなどの替え歌を織り交ぜながら、自身の風貌を生かした極道ネタを行う（替え歌のみの場合も多い）。
また、歌の中に放送禁止用語になりそうな言葉（恐らく「ヤク」「シャブ」などであろう）がある場合、自ら「ホンホン」というハミングで隠すという芸当も見せる（「白いホンホンホンを密輸する」など）が、実際には｢ホンホホンホホン｣と聞こえる。また、矢沢永吉のものまねをすることがある。
近年では社会情勢の変化からか、テレビ出演の際は自身の芸風を「Vシネマ好き」とする場合もある。

### 主な歌（元歌）
- 一本でも日本刀（いっぽんでもにんじん）
- 大きな組の下っ端で（大きな栗の木の下で）
- おもちゃのチャカチャカチャカ（おもちゃのチャチャチャ）
- ホンホンホンの学校（めだかの学校）
- ドンペリごくごく（ドングリころころ）
- 親分（桃太郎）
- 昔昔、新宿で助けた女に連れられて、（浦島太郎）

## エピソード
- 2005年、前のコンビの解散直後に望月から誘いを受け、仮結成のコンビとしてM-1グランプリに出場。2回戦敗退となるが、望月の誕生日に来年の出場を宣言し正式にコンビを結成。
- 髪型は月に一回、歌舞伎町の床屋で刈っている[4]。その店の客は自分以外は素人は居らず「本職」で、ネタを貰うわけではなく小耳に挟むとのこと。また、爆笑オンエアバトルの石川県での収録の際は、家でセットした髪型のまま出場した。
- 行きすぎたネタのため、歌舞伎町でヤクザに追いかけられた事がある。
- 趣味・特技は編み物で、近所の人たちなどを集めて編み物教室を開いている[5]。2015年にはホビー大賞のユニーク賞を受賞している。2019年現在は手芸糸メーカーのハマナカ株式会社よりスポンサーとして毛糸の供給を受けている。
- 2004年7月22日放送の『銭形金太郎』（テレビ朝日）に“ビンボーさん”として出演している。当時は「ガソリンスタンドのアルバイト」で月収9万円と紹介され、この時からアイロンでパーマを当てていてアイパーを自称していた。理由は「最近の若い者はチャラチャラし過ぎ」「硬派はアイパー」だから。

## 出演
コンビでの出演番組はえんにちの項を参照。

### 現在

#### レギュラー
- アイパー滝沢のホゥ!リーナイト・フィーバー（2018年1月 - 、REDS WAVE・ミュージックバード）
- よしもと5じ6じラジオ（FMサルース、レギュラー）

#### 過去
- 初詣!爆笑ヒットパレード（第3部・フジテレビ系2007年）
- 堂本剛の正直しんどい（お正月スペシャル「朝まで正直生しんどい」・テレビ朝日系　2007年）
- 登龍門インパクト!（#12,#16,#19に。フジテレビ系）
- 爆笑レッドカーペット（フジテレビ系　2007年）-キャッチコピーは「歌う極道お兄さん」
- 笑っていいとも!（フジテレビ系　2007年）
- 本番で〜す!（テレビ東京、2007年6月23日）
- 億万笑者!〜S-1バトルへの道〜（日本テレビ、2009年6月9日）
- サタデーバリューフィーバー（日本テレビ、2008年4月5日）
- 徳井義実のチャックおろさせて〜や 春の催し」（2013年3月15日、BSスカパー!）共演:水嶋かおりん
- 徳井義実のチャックおろさせて〜やZ 秋の収穫祭（2014年11月8日0時-2時、BSスカパー!）共演:徳井義実、吉木りさ、中川貴志（ランディーズ）、レイザーラモンRG、初美沙希、佐倉絆、小島みなみ、あやみ旬果、水嶋かおりん
- ウチのガヤがすみません!　(日本テレビ、2018年)
- 第1話（2019年5月20日、朝日放送）#5極道ドラマ「極道なりたガール！」 - 難波組組長 役
- ねこ自慢（2024年10月23日、2025年6月4日、BS-TBS）